# Kalinówka (Świdnik)
Kalinówka – od 1954 część miasta Świdnika w jego południowo-zachodniej części, w województwie lubelskim, w powiecie świdnickim. Do 1954 była to część wsi Kalinówka. Rozpościera się w rejonie alei Tysiąclecia.

## Historia
W XIX wieku wieś Kalinówka należała do gminy Zemborzyce w powiecie lubelskim. W okresie międzywojennym miejscowość należała do woj. lubelskim. 1 września 1933 utworzono gromadę Kalinówka w granicach gminy Zemborzyce.
Podczas II wojny światowej Kalinówkę włączono do Generalnego Gubernatorstwa (dystrykt lubelski), nadal w gminie Zemborzyce. W 1943 roku liczba mieszkańców wynosiła 412.
Po II wojnie światowej wojnie Kalinówka należała do powiatu lubelskiego w woj. lubelskim jako jedna z 26 gromad gminy Zemborzyce.
W związku z reorganizacją administracji wiejskiej jesienią 1954, główna część gromady Kalinówka weszła 5 października 1954 w skład nowo utworzonej gromady Wilczopole, natomiast część Kalinówki położoną na północ od drogi Lublin–Piaski włączono do gromady Adampol, którą 13 listopada 1954 przekształcono w miasto Świdnik. W związku z tym ta część Kalinówki stała się integralną częścią miasta Świdnika.